# Обогатимость
Обогати́мость — способность полезных ископаемых к разделению на соответствующие продукты при их обогащении. Зависит от контрастности разделительных признаков полезного ископаемого. Обогатимость является технологической оценкой возможной полноты выделения полезных компонентов из руд и угля путём их обогащения.
Например, показателем обогатимости флотацией является флотационная способность руды или угля. С учетом того, что на обогатимость влияют две группы факторов — характеристики самого обогащаемого материала и характеристики обогатительных процессов, а обогащение является многооперационным процессом (дробление, измельчение, гравитация, физико-химические методы, обезвоживание и т. д.) с современных позиций под обогатимностью следует понимать такую технологическую оценку возможной полноты выделения полезных компонентов из руд и угля, которая предусматривает оптимизацию параметров технологических процессов всей цепи передела при обогащении полезных ископаемых.
Обогатимость зависит от минерального состава, текстуры и структуры полезных ископаемых. Обогатимость — обязательная характеристика месторождений полезных ископаемых при оценке запасов, разработке технологических схем, проектировании обогатительной фабрики, выборе флотационных реагентов и т. д. Исследование на обогатимость проводят в промышленных, полупромышленных и лабораторных условиях. Обогатимость гравитационными методами определяется с помощью кривых, которые отображают зависимости между плотностью и выходом фракций.
Существуют графические и аналитические методы определения обогатимости. В практике обогащения для угля каменного установлены следующие категории обогатимости:
- І — лёгкая — выход промежуточных фракций менее 4 %;
- ІІ — средняя — выход промежуточных фракций 4-10 %;
- ІІІ — тяжёлая — выход промежуточных фракций 10-17 %;
- ІУ — очень тяжёлая — выход промежуточных фракций более 17 %.

Для угля каменного употребляется критерий обогатимости T = 100· (γпр/ 100 — γпор), где γпр, γпор — выходы промежуточной (промпродуктовой) и породной фракций. Критерий Т означает выход фракций промежуточной плотности в расчете на беспородную массу.
Соответствующая градация категорий обогатимости для антрацита:
- І — менее 4 %;
- ІІ — 4-8 %;
- ІІІ — 8-14 %;
- ІУ — более 14 %.